# Acalolepta australis
Acalolepta australis (лат.) — вид жуков-усачей из подсемейства ламиин. Жуки длиной от 26 до 44 мм. Надкрылья на вершине зазубрены. Распространён в Австралии, Индонезии, на Молуккских островах и в Папуа — Новой Гвинее. Кормовыми растениями личинок являются гевея бразильская, какао, Araucaria cunninghamii, Terminalia kaernbachii.

## Описание
Крупнейший представитель своего рода, длина достигает 26-44 мм.